# Liste der Monuments historiques in Précy-sous-Thil
Die Liste der Monuments historiques in Précy-sous-Thil führt die Monuments historiques in der französischen Gemeinde Précy-sous-Thil auf.

## Liste der Objekte
| Bezeichnung                                                                   | Beschreibung                        | Standort                         | Kennzeichnung | Schutzstatus | Datum | Bild           |
| ----------------------------------------------------------------------------- | ----------------------------------- | -------------------------------- | ------------- | ------------ | ----- | -------------- |
| Wandgemälde: Vision des heiligen Franziskus von Assisi und Mariä Verkündigung | um 1500                             | in der Kirche Ste-Trinité (Lage) | PM21001798    | Classé       | 1984  | weitere Bilder |
| Glocke                                                                        | Bronze, Erstguss 1751, Neuguss 1911 | in der Kirche Ste-Trinité (Lage) | PM21001797    | Classé       | 1943  |                |